# Кубок СССР по лыжным гонкам 1982
Четырнадцатый Кубок СССР проводился в Отепя Эстонской ССР с 3 по 6 февраля 1982 года. Соревнования проводились по четырём дисциплинам — гонки на 15 и 30 км (мужчины), гонки на 5 и 10 км (женщины).

### Мужчины
|                                           | Золото                                                         | Серебро                                            | Бронза                         |
| ----------------------------------------- | -------------------------------------------------------------- | -------------------------------------------------- | ------------------------------ |
| Гонка на 15 км (6 февраля). 59 участников | Завьялов Александр 42.26 Вооружённые Силы Московская область   | Батюк, Александр Михайлович +0.22 «Динамо» Киев    | Никитин Владимир +0.39 «Зенит» |
| Гонка на 30 км (4 февраля). 48 участников | Завьялов Александр 1:29.39 Вооружённые Силы Московская область | Бурлаков Юрий +0.01 «Буревестник» Хабаровский край | Никитин Владимир +0.43 «Зенит» |

### Женщины
|                                         | Золото                                   | Серебро                                     | Бронза                                      |
| --------------------------------------- | ---------------------------------------- | ------------------------------------------- | ------------------------------------------- |
| Гонка на 5 км (5 февраля). 47 участниц  | Сметанина Раиса 15.42 «Урожай» Сыктывкар | Лядова Любовь +0.27 Вооружённые Силы Москва | Кулакова Галина +0.33 «Труд» Ижевск         |
| Гонка на 20 км (3 февраля). 46 участниц | Сметанина Раиса 32.51 «Урожай» Сыктывкар | Кулакова Галина +0.34 «Труд» Ижевск         | Лядова Любовь +1.12 Вооружённые Силы Москва |